# Master of Ceremony

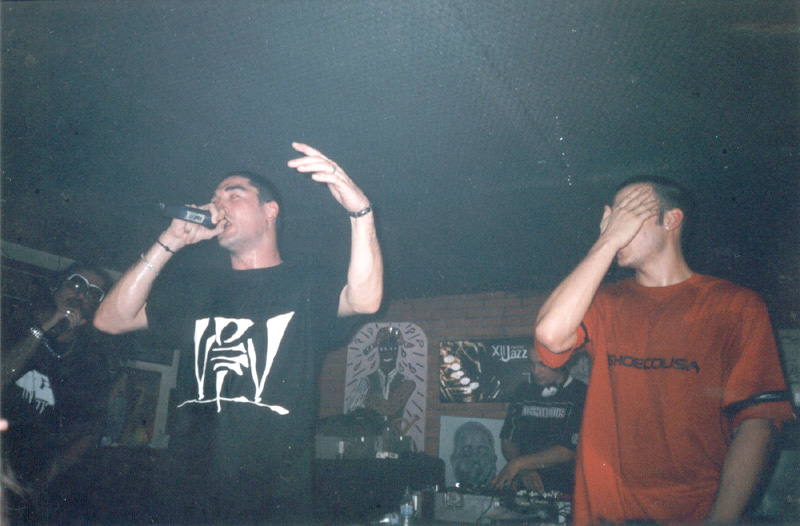
Grupa MC działających w Lugo, Hiszpania.

Master of Ceremony (MC, z ang. master of ceremonies – mistrz ceremonii) – w muzyce rap, reggae i pokrewnych, raper zabawiający publiczność rymowaną improwizacją, często na zaproponowane przez nią tematy.
MC musi umieć układać rymy na poczekaniu. W slangu raperów nazywa się to freestylem.
Pierwsi MC w USA pojawili się na początku lat 70. XX wieku, wraz z pojawieniem się rapu. Zapowiadali oni kolejne utwory DJ-a i zabawiali publiczność rymowaną improwizacją. MC kształtują swoje umiejętności poprzez ciągłe pisanie rymów oraz praktykę. Większość raperów pojedynkowało się w ten sposób (freestylowało) z innymi, nabierając większego doświadczenia i szacunku po wygranej. Do dziś dochodzi do pojedynków na rymy między dzielnicami wielu miast USA.